# 小寨站 (勉县)
小寨站是位于陕西省汉中市勉县铜钱坝乡的一个铁路车站，邮政编码724200。车站建于1977年，有阳安铁路经过该站，现仅办理货运，不办理客运业务，车站及其上下行区间均为电气化区段。车站距离阳平关站62公里，隶属西安铁路局汉中车务段，是四等站。